# Alois Reinhard
Alois Reinhard war ein Schweizer Ruderer.

## Biografie
Alois Reinhard gehörte dem Ruderclub Reuss Luzern an. Er wurde in seiner Karriere insgesamt fünfmal Europameister. Bei allen Europameistertiteln war er zusammen mit Willy Siegenthaler in einem Boot. Drei der Titel holte das Duo im Zweier ohne Steuermann (1924, 1925 und 1926). Hinzu kommen ein Europameistertitel zusammen mit Steuermann Walter Ludin im Zweier mit Steuermann (1925) sowie die Goldmedaille 1926 in Luzern im Vierer ohne Steuermann mit Otto Bühlmann und Kaspar Zimmermann. Bei den Olympischen Sommerspielen 1928 in Amsterdam startete Reinhard mit Wilhelm Müller in der Zweier ohne Steuermann-Regatta. Das Boot schied jedoch in der zweiten Runde aus.